# Allargamento dell'Unione europea del 2004
     Membri UE nel 2004
     Nuovi membri UE ammessi nel 2004

Membri UE nel 2004
Nuovi membri UE ammessi nel 2004

L'allargamento dell'Unione europea del 2004 è stato il più grande ampliamento dell'UE in unica soluzione, in termini sia di superficie sia di numero di abitanti, ma non come aumento del Prodotto interno lordo. 
Le adesioni simultanee interessarono i seguenti paesi: 
- Cipro
- Rep. Ceca
- Estonia
- Ungheria
- Lettonia
- Lituania
- Malta
- Polonia
- Slovacchia
- Slovenia

Sette di essi erano membri dell'ex blocco orientale, uno era una repubblica dell'ex Jugoslavia, mentre gli altri due sono isole nel mar Mediterraneo. Bulgaria e Romania non riuscirono a rispettare i criteri imposti dalla Commissione europea nel 2004 ed aderirono all'UE successivamente nel 2007, anche se la Commissione europea ha confermato che considera anche questi due Paesi parte del quinto allargamento

## Prologo
Alla fine della Seconda guerra mondiale nel 1945, l'Europa si era trovata divisa in due blocchi con opposte sfere di influenza, che si richiamavano rispettivamente agli Stati Uniti (USA) ed all'Unione Sovietica (URSS). Nel 1957 fu creata la Comunità economica europea (CEE) da 6 Paesi facenti parte dell'area occidentale. La CEE fu ampliata poi a 12 Paesi. Il blocco europeo centro-orientale ad economia socialista era riunito nel Comecon e soggetto all'influenza sovietica. La Jugoslavia era, invece, un Paese federato non allineato, ma comunista.
Nel 1989 la Guerra fredda ebbe fine con la caduta del Muro di Berlino e nel 1991 l'Unione Sovietica si sciolse. I Paesi ex satelliti di Mosca iniziarono una difficoltosa transizione verso le economie di mercato, instaurando ovunque sistemi democratici ed inserendosi nel processo di integrazione euro-atlantica. L'adesione alla Comunità europea entrò immediatamente a far parte dell'agenda continentale.
Circa l'effetto storico-politico dell'adesione, Edgar Morin ha affermato: "Solo per il tramite dell'Unione europea le nazioni dell’Europa centro-orientale hanno potuto vedere in una nuova prospettiva le relazioni con i paesi vicini, adottando una politica di conciliazione per dissolvere contese radicate".

## Negoziati
Già nel 1989 fu lanciato il programma Phare per adeguare la struttura dei Paesi dell'Europa centrale e orientale (Pays d'Europe Centrale et Orientale (PECO)) al sistema occidentale e più specificamente alla Comunità economica europea. Uno degli strumenti principali di questa strategia è stato il Regional Quality Assurance Program (Programma regionale di Assicurazione di Qualità (PRAQ)) che è iniziato nel 1993 per aiutare i Paesi PECO ad attuare i cambiamenti economici. L'Acquis Communautaire conteneva 3.000 direttive e circa 100.000 pagine della Gazzetta ufficiale dell'Unione europea da recepire. Era richiesto un sacco di lavoro amministrativo e grandi modifiche economiche. Numerosissimi furono i problemi culturali che sorsero, ad esempio la formulazione di nuovi concetti giuridici e linguistici.

## Adesione
Il 16 aprile 2003 ad Atene fu firmato il trattato di adesione tra i 15 membri UE ed i 10 aderenti. Il testo ha modificato alcuni dei principali regolamenti UE, tra questi il voto a maggioranza qualificata del Consiglio dell'Unione europea. Il trattato di Atene fu ratificato in tempo dai Dieci ed è entrato in vigore il 1º maggio 2004. Emozionante la cerimonia centrale con tutti i leader nazionali a Dublino con l'alzabandiera, i fuochi d'artificio e la musica dell'Inno alla Gioia. Il presidente della Commissione europea, Romano Prodi, partecipò alla manifestazione sul confine italo-sloveno nella città divisa di Gorizia / Nova Gorica.

## La questione della libera circolazione
I Venticinque avrebbero dovuto permettere subito la libera circolazione delle persone tra gli Stati membri. Così non fu per il timore di migrazioni di massa dai Dieci ai Quindici. Furono messe in atto restrizioni transitorie che successivamente, in gran parte dei casi, vennero sospese. Il movimento all'interno dell'UE, in realtà, ha riguardato solo il 2% della popolazione. In numerosi Paesi più ricchi la paura per l'arrivo di lavoratori a più basso costo ha generato feroci polemiche. In Francia diventò famosa la caricatura dell'idraulico polacco che si trasferisce nell'Esagono e toglie lavoro ai colleghi transalpini. Dopo il 2007 Paesi membri UE hanno applicato restrizioni ai due nuovi membri.

## Impatto
La Commissione europea considera il quinto allargamento come un successo. Dai sondaggi successivi, fatti nell'UE nel corso degli anni, l'opinione pubblica continentale appare non disponibile a nuovi ampliamenti prima che quello del 2004-2007 venga digerito completamente.

## Adozione dell'euro come valuta
Nonostante l'ingresso di questi paesi sia avvenuto simultaneamente, l'adozione della valuta euro e l'abolizione della valuta nazionale sono avvenuti in ordine sparso, e per alcuni paesi devono ancora avvenire. 
Ecco le date di adozione dell'euro, in ordine cronologico:
- 1º gennaio 2007:  Slovenia
- 1º gennaio 2008:  Cipro,  Malta
- 1º gennaio 2009:  Slovacchia
- 1º gennaio 2011:  Estonia
- 1º gennaio 2014:  Lettonia
- 1º gennaio 2015:  Lituania

Per le altre nazioni, la data è ancora da definire:  Polonia,  Rep. Ceca,  Ungheria,  Bulgaria,  Romania.